# جوليا غولدينج
جوليا غولدينج (بالإنجليزية: Julia Golding)‏ (1 مارس 1969، لندن في المملكة المتحدة)؛ كاتبة للأطفال، كاتِبة وروائية بريطانية.